# Liste der französischen Botschafter in Griechenland
Der Botschafter Frankreichs in Griechenland (griechisch Πρέσβης της Γαλλίας στην Ελλάδα, Présvis tis Gallías stin Elláda) ist der ranghöchste Diplomat Frankreichs in Griechenland. Der Botschafter residiert in der Botschaft in Athen in der Leoforos Vasilissis Sofias 7 (Βασ. Σοφίας 7), direkt gegenüber dem Königlichen Schloss und dem Nationalgarten.

## Botschafter
Die folgenden Daten zu Botschaftern und hochrangigen Diplomaten Frankreichs in Griechenland, die zwischen 1815 und 1905 aktiv waren, stammen aus einer 1906 vom französischen Außenministerium veröffentlichten Diplomatenliste. Für Botschafter und Diplomaten, die nach 1944 aktiv waren, stammen die Daten aus zwei neueren, ebenfalls vom Ministerium erstellten Listen.
| Amtsantritt   | Amtszeitende | Höchstrangiger Botschafter oder Diplomat               | Anmerkungen                                                          |
| ------------- | ------------ | ------------------------------------------------------ | -------------------------------------------------------------------- |
| 1828          | 1835         | Achille Rouen                                          | Consul General bis 1833 und danach Resident Ministre                 |
|               | 1843         | Théodore de Lagrené                                    | Resident Minister bis 1840 und danach ministre plénipotentiaire      |
| 1843          | 1847         | Théobald Piscatory                                     | ministre plénipotentiaire                                            |
| 1848          |              | Philippe Eugène Guillemot                              | Chargé d’Affaires                                                    |
| 1849          | 1850         | Édouard Thouvenel                                      | Envoyé extraordinaire und ministre plénipotentiaire                  |
| 1850          | 1851         | Victor Lobstein                                        | Envoyé extraordinaire und ministre plénipotentiaire                  |
| 1851          | 1854         | Baron Alexandre de Forth-Rouen                         | Envoyé extraordinaire und ministre plénipotentiaire                  |
| 1854          | 1857         | Henri Mercier                                          | Envoyé extraordinaire und ministre plénipotentiaire                  |
| 1857          | 1859         | Jean-Charles de Montherot                              | ministre plénipotentiaire                                            |
| 1859          | 1859         | Vicomte de Serres                                      | ministre plénipotentiaire                                            |
| 1859          | 1863         | Nicolas Prosper Bourée                                 | ministre plénipotentiaire                                            |
| 1864          | 1868         | Joseph Arthur de Gobineau                              | ministre plénipotentiaire                                            |
| 1868          | 1870         | Georges-Napoléon Baude                                 | ministre plénipotentiaire                                            |
| 1872          | 1872         | Marquis de Cazeaux                                     | Interim Chargé d’Affaires                                            |
| 1872          | 1872         | Jules Ferry                                            | ministre plénipotentiaire                                            |
| 1872          | 1873         | Vicomte Roger de Borrelli                              | Interim Chargé d’Affaires                                            |
| 1873          | 1876         | Joseph Jules de Cadoine de Gabriac, Marquis de Gabriac | Envoyé extraordinaire und ministre plénipotentiaire                  |
| 1876          | 1880         | Charles Tissot                                         | Envoyé extraordinaire und ministre plénipotentiaire                  |
| 1880          | 1880         | Maurice Ternaux-Compans                                | Interim Chargé d’Affaires                                            |
| 1880          | 1880         | Baron des Michels                                      | Envoyé extraordinaire und ministre plénipotentiaire                  |
| 1880          | 1886         | Charles de Moüy                                        | Envoyé extraordinaire und ministre plénipotentiaire                  |
| 1886          | 1894         | Charles Jean Tristan de Montholon                      | Envoyé extraordinaire und ministre plénipotentiaire                  |
| 1894          | 1897         | Frédéric Albert Bourée                                 | Envoyé extraordinaire und ministre plénipotentiaire                  |
| 1897          | 1909         | Olivier d’Ormesson                                     | Envoyé extraordinaire und ministre plénipotentiaire                  |
| 1909          | 1915         | Gabriel Deville                                        | Envoyé extraordinaire und ministre plénipotentiaire                  |
| 1915          | 1917         | Jean Guillemin                                         | Envoyé extraordinaire und ministre plénipotentiaire                  |
| August 1917   | 1921         | Robert de Billy                                        |                                                                      |
| 1921          | 1921         | Jean Tripier                                           | Interim Chargé d’affaires                                            |
| Dezember 1921 | Oktober 1924 | Henri Chassain de Marcilly                             | Envoyé extraordinaire und ministre plénipotentiaire                  |
| 1924          | 1926         | Charles de Chambrun                                    | Envoyé extraordinaire und ministre plénipotentiaire                  |
| 1927          | 1927         | Louis Frédéric Clément-Simon                           |                                                                      |
|               |              | …                                                      |                                                                      |
| ??            | 1938         | Adrien-Joseph-Marie Thierry                            | Envoyé extraordinaire und ministre plénipotentiaire                  |
| 1938          | 1941         | Gaston Maugras                                         |                                                                      |
| Februar 1941  | 1941         | Jean Helleu                                            | Envoyé extraordinaire und ministre plénipotentiaire                  |
| 1944          | 1945         | Jean Baelen                                            | Repräsentant der Provisorischen Regierung der Französischen Republik |
| 1945          | 1951         | Christian Carra de Vaux de Saint-Cyr                   |                                                                      |
| 1951          | 1955         | Jean Baelen                                            |                                                                      |
| 1955          | 1957         | Pierre Albert Charpentier                              |                                                                      |
| 1957          | 1964         | Guy de Girard de Charbonnières                         |                                                                      |
| 1964          | 1969         | Jacques Baeyens                                        |                                                                      |
| 1969          | 1973         | Bernard Durand                                         |                                                                      |
| 1973          | 1975         | Christian Jacquin de Margerie                          |                                                                      |
| 1975          | 1977         | Jean-Marie Mérillon                                    |                                                                      |
| 1977          | 1980         | Jacques de Folin                                       |                                                                      |
| 1980          | 1981         | Philippe Rebeyrol                                      |                                                                      |
| 1981          | 1985         | Dominique Charpy                                       |                                                                      |
| 1985          | 1987         | Pierre-Louis Blanc                                     |                                                                      |
| 1987          | 1989         | Marcel Plaisant                                        |                                                                      |
| 1989          | 1992         | Jacques Thibau                                         |                                                                      |
| 1992          | 1995         | Jean Cadet                                             |                                                                      |
| 1995          | 2000         | Bernard Kessedjian                                     |                                                                      |
| 2000          | 2003         | Jean-Maurice Ripert                                    |                                                                      |
| 2003          | 2007         | Bruno Delaye                                           |                                                                      |
| 2007          | 2011         | Christophe Farnaud                                     |                                                                      |
| 2011          | 2015         | Jean-Loup Kuhn-Delforge                                |                                                                      |
| 2015          | 2019         | Christophe Chantepy                                    |                                                                      |
| 2019          | 2023         | Patrick Maisonnave                                     |                                                                      |
| 2023          |              | Laurence Auer                                          |                                                                      |